# Landes-le-Gaulois
Landes-le-Gaulois é uma comuna francesa na região administrativa do Centro, no departamento Loir-et-Cher. Estende-se por uma área de 24,54 km². Em 2010 a comuna tinha 769 habitantes (densidade: 31,3 hab./km²).